# Sten Sture den yngre
Sten Sture den yngre, Sten Svantesson Sture, född 1492 eller 1493, död 3 februari 1520, var en svensk riddare och Sveriges riksföreståndare 1512–1520. Han var son till Svante Nilsson Natt och Dag och Iliana Gädda.

## Biografi
Som son till en av rikets stormän (av frälseätten Natt och Dag, närmare bestämt dess förgrening yngre Stureätten) blev den sexårige gossen Sten dubbad till riddare av unionskungen Hans (son till Kristian I) vid dennes kröning i Stockholm 1497. Efter att fadern Svante Nilsson Natt och Dag blivit riksföreståndare 1503 ledde tonåringen Sten med framgång militära uppdrag i faderns kamp mot kung Hans. År 1510 utnämndes han till riksråd och slottsherre på Örebro slott. Vid faderns död i januari 1512 satte han sig i besittning av dennes slottslän och vann allmogen på sin sida. Härigenom kunde han manövrera ut den av rådet utsedde riksföreståndaren – Erik Trolle. Trots Sten Stures ställning som herre på många slott säger sägnen att hans absoluta favorittillhåll ändå var det då anspråkslösa Eksjöhovgårds slott vid Sävsjö i nuvarande Sävsjö kommun, Småland. Sten Sture använde byggnaden som jakt- och viloslott under hela sin korta levnad (27 år), även som regent.
Sten Svantesson Natt och Dag antog namnet Sture, som hans farfar hade lagt till efter sin mor, och eftersträvade den tidigare förda politiken av Sturepartiet, en allians av allmoge, bergsmän och borgare mot rådsaristokratin. Han visade samma kraftfullhet som Sten Sture den äldre men inte samma smidighet. När Erik Trolles son Gustav Trolle 1515 utnämndes till ärkebiskop fick unionspartiet i Sverige en stark ledare. Redan 1516 kom det till öppna strider och ärkebiskopen belägrades i sin fästning Almarestäket. En dansk undsättningsstyrka slogs tillbaka 1517 och ärkebiskopen tvingades att kapitulera. Sten Sture lät avsätta ärkebiskopen (något som varken påven eller Trolle själv godtog), och tog initiativet till riksdagsbeslutet om Stäkets rivning. Det var under sigillet på detta beslut Hans Brask ska ha fäst en liten lapp med meddelandet "härtill är jag nödd och tvungen". För detta blev Sten Svantesson och hans anhängare bannlysta av påven. Behandlingen av Gustav Trolle och hans borg användes senare som motiv till Stockholms blodbad.
Följande år, 1518, ledde unionskungen Kristian II själv invasionsstyrkan som landsteg utanför Stockholm men besegrades i slaget vid Brännkyrka. Kristian uppgav sig nu vilja förhandla med Sten Sture om fred och försoning och bad honom att komma ombord på hans skepp. Sten Stures vänner förutspådde dock att han inte skulle överleva mötet med Kristian, och han lät sig varnas. Då meddelade Kristian att han istället skulle komma till Stockholm för att förhandla. Men som en säkerhetsåtgärd ville han ha sex framstående svenska män som gisslan ombord på den danska flottan. Det innebar att dessa herrar skulle stanna hos danskarna under Kristians besök i Stockholm för att försäkra sig om att inget ont skulle hända kungen. Svenskarna gick med på Kristians önskan, eftersom det var en vanlig praxis vid sådana förhandlingar. Men när kungen väl hade de sex herrarna ombord på sitt skepp tog han dem som fångar och seglade tillbaka till Danmark. Bland fångarna fanns Hemming Gadh och Gustav Eriksson Vasa.
Kristian var fast besluten att återvända med en stor här för att kuva Sverige. Han påbörjade omfattande rustningar och samlade in pengar från olika håll. Han ansträngde Danmarks krafter till det yttersta. Som en följd av detta lyckades han få ihop en så pass stor och vältränad armé att segern var närmast garanterad. Styrkan inkluderade krigare från nästan alla delar av Europa, men den mest fruktade gruppen var en grupp fredlösa brottslingar från Skottland. De hade fått löfte om amnesti från sin regering om de ställde upp i den danska kungens tjänst. Dessutom lyckades Kristian övertala påven att utdela en bannlysning över Sverige på grund av avsättningen av ärkebiskopen Trolle. Påven gav Kristian i uppdrag att verkställa straffet för detta.
Den nya danska invasionen skedde landvägen och i större stil i januari 1520. Under befäl av Otto Krumpen trängde de över gränsen och in i Västergötland, där Sten Sture ställt upp 10 000 man vid norra stranden av sjön Åsunden. Den 19 januari möttes härarna i slaget på Åsundens is vid Bogesund. Tidigt i slaget sårade ett kanonskott Sten Sture svårt; det ena knäet krossades. Förvirring utbröt och den svenska armén flydde. 

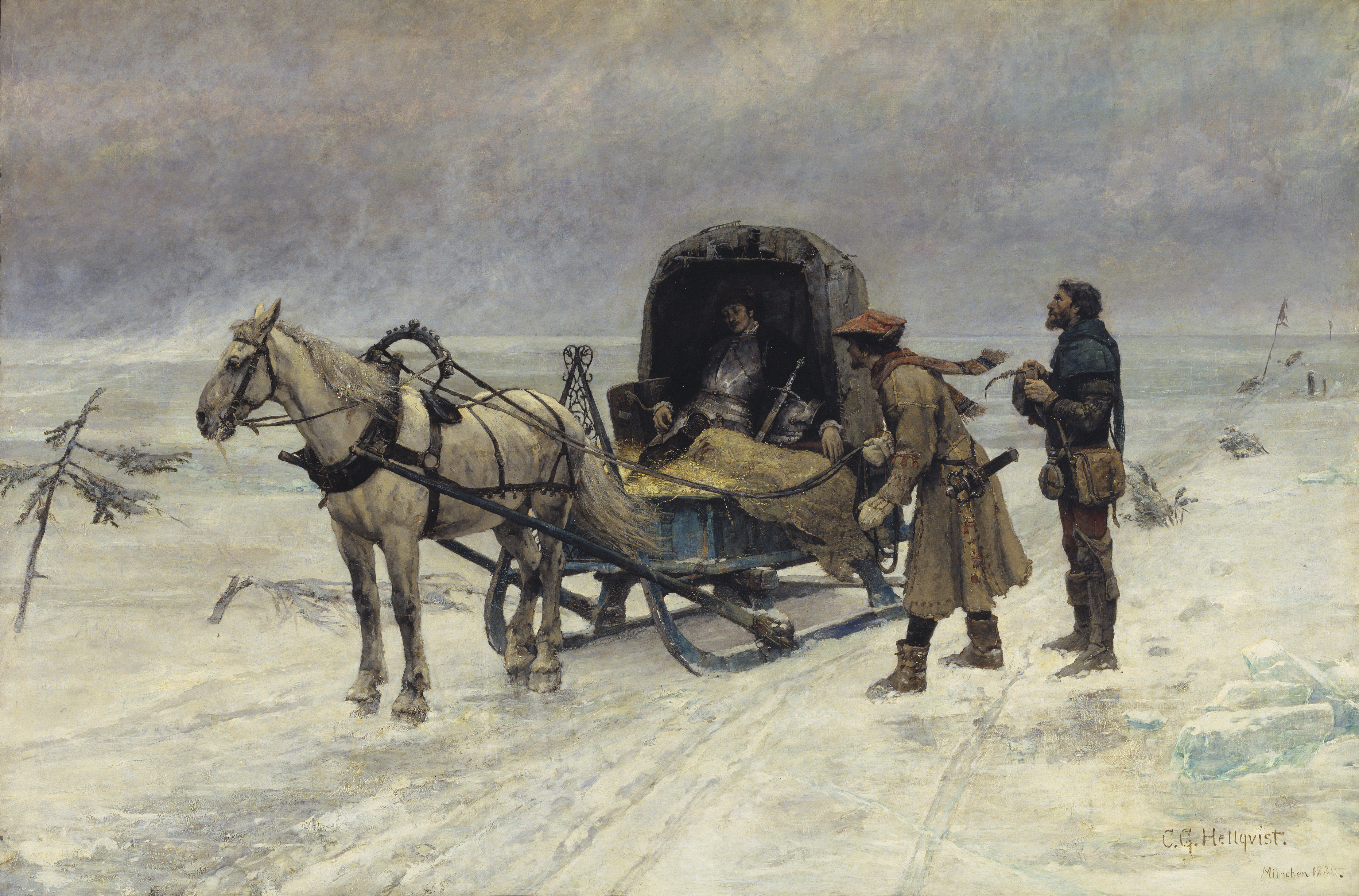
Sten Sture den yngres död på Mälarens is, målning av Carl Gustaf Hellqvist (1880)

Efter en tid samlade de sig åter i Tivedens skogar och skyddade sig bakom kraftiga bråtar, ett slags vallar av stora träd. Trots detta trängde fienden också fram här. Från Tiveden öppnades vägen till Stockholm genom de bördiga slätterna där danskarna enkelt kunde skaffa försörjning. Sten Sture hade drabbats hårt av olyckan. Nyligen hade han fylld av hopp och ungdomligt mod stått i spetsen för en imponerande armé. Nu hade hans soldater skingrats eller blivit nedhuggna i striden.
Den skadade Sten Sture kördes med släde till Strängnäs men dog den 3 februari på Mälarens is under transporten hem till Stockholm. Utan hans ledning bröt det svenska försvaret samman och Otto Krumpen lyckades tränga fram till Stockholm, där endast slottet höll stånd under ledning av Sten Stures änka, Kristina.

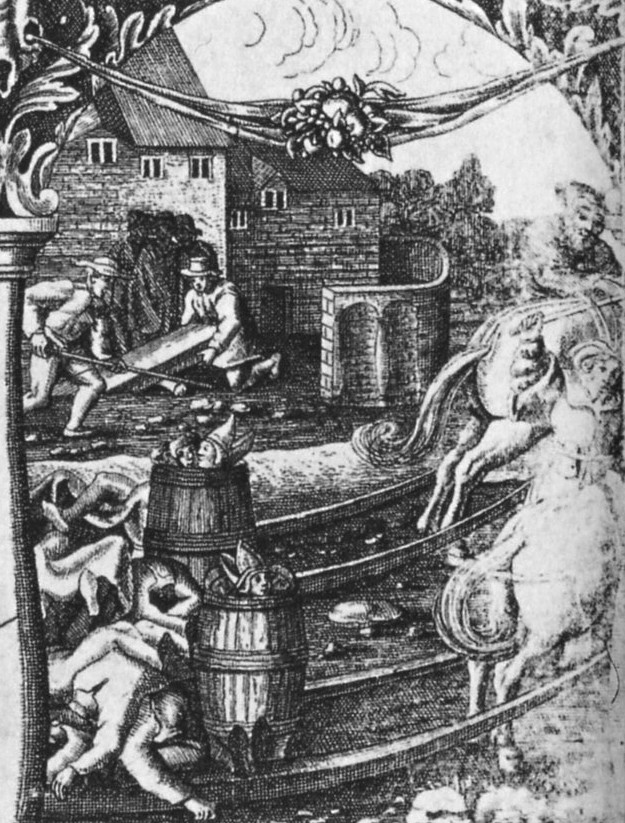
Ett utsnitt från Blodbadsplanschen visar hur man i bakgrunden gräver upp Sten Stures kista.

I samband med Stockholms blodbad grävdes hans lik upp för att brännas tillsammans med liken av de andra dömda och avrättade personerna. En gravsten har rests på Katarina kyrkogård på Södermalm.

## Familj
Gift 16 november 1511 i Stockholm med Kristina Nilsdotter (Gyllenstierna) (1494–1559)
Barn
1. Nils Sture (1512–1528)
2. Iliana Sture (1514–1521)
3. Magdalena Sture (1516–1521)
4. Svante Sture den yngre (1517–1567)
5. Anna Sture (1518–1521)
6. Gustav Sture (1519–1520)

## Antavla
|                      |  |  |  |  |  |  |  |                                |  |  |  |  |  |  |  |                               |  |  |  |  |  |  |  | Bo Stensson (Natt och Dag)     |
|                      |  |  |  |  |  |  |  |                                |  |  |  |  |  |  |  |                               |  |  |  |  |  |  |  |                                |
|                      |  |  |  |  |  |  |  |                                |  |  |  |  |  |  |  | Nils Bosson (Sture)           |  |  |  |  |  |  |  |                                |
|                      |  |  |  |  |  |  |  |                                |  |  |  |  |  |  |  |                               |  |  |  |  |  |  |  |                                |
|                      |  |  |  |  |  |  |  |                                |  |  |  |  |  |  |  |                               |  |  |  |  |  |  |  | Katarina Svensdotter (Sture)   |
|                      |  |  |  |  |  |  |  |                                |  |  |  |  |  |  |  |                               |  |  |  |  |  |  |  |                                |
|                      |  |  |  |  |  |  |  | Svante Nilsson (Sture)         |  |  |  |  |  |  |  |                               |  |  |  |  |  |  |  |                                |
|                      |  |  |  |  |  |  |  |                                |  |  |  |  |  |  |  |                               |  |  |  |  |  |  |  |                                |
|                      |  |  |  |  |  |  |  |                                |  |  |  |  |  |  |  |                               |  |  |  |  |  |  |  | Karl Tordsson (Bonde)          |
|                      |  |  |  |  |  |  |  |                                |  |  |  |  |  |  |  |                               |  |  |  |  |  |  |  |                                |
|                      |  |  |  |  |  |  |  |                                |  |  |  |  |  |  |  | Birgitta Karlsdotter (Bonde)  |  |  |  |  |  |  |  |                                |
|                      |  |  |  |  |  |  |  |                                |  |  |  |  |  |  |  |                               |  |  |  |  |  |  |  |                                |
|                      |  |  |  |  |  |  |  |                                |  |  |  |  |  |  |  |                               |  |  |  |  |  |  |  | Cecilia Bosdotter (Djure)      |
|                      |  |  |  |  |  |  |  |                                |  |  |  |  |  |  |  |                               |  |  |  |  |  |  |  |                                |
| Sten Sture den yngre |  |  |  |  |  |  |  |                                |  |  |  |  |  |  |  |                               |  |  |  |  |  |  |  |                                |
|                      |  |  |  |  |  |  |  |                                |  |  |  |  |  |  |  |                               |  |  |  |  |  |  |  | Karl Nilsson (Gädda)           |
|                      |  |  |  |  |  |  |  |                                |  |  |  |  |  |  |  |                               |  |  |  |  |  |  |  |                                |
|                      |  |  |  |  |  |  |  |                                |  |  |  |  |  |  |  | Erengisle Gädda               |  |  |  |  |  |  |  |                                |
|                      |  |  |  |  |  |  |  |                                |  |  |  |  |  |  |  |                               |  |  |  |  |  |  |  |                                |
|                      |  |  |  |  |  |  |  |                                |  |  |  |  |  |  |  |                               |  |  |  |  |  |  |  | Okänt förnamn Karlsdotter Öra  |
|                      |  |  |  |  |  |  |  |                                |  |  |  |  |  |  |  |                               |  |  |  |  |  |  |  |                                |
|                      |  |  |  |  |  |  |  | Iliana Erengielsdotter (Gädda) |  |  |  |  |  |  |  |                               |  |  |  |  |  |  |  |                                |
|                      |  |  |  |  |  |  |  |                                |  |  |  |  |  |  |  |                               |  |  |  |  |  |  |  |                                |
|                      |  |  |  |  |  |  |  |                                |  |  |  |  |  |  |  |                               |  |  |  |  |  |  |  | Simon Petersson (Körning)      |
|                      |  |  |  |  |  |  |  |                                |  |  |  |  |  |  |  |                               |  |  |  |  |  |  |  |                                |
|                      |  |  |  |  |  |  |  |                                |  |  |  |  |  |  |  | Bengta Simonsdotter (Körning) |  |  |  |  |  |  |  |                                |
|                      |  |  |  |  |  |  |  |                                |  |  |  |  |  |  |  |                               |  |  |  |  |  |  |  |                                |
|                      |  |  |  |  |  |  |  |                                |  |  |  |  |  |  |  |                               |  |  |  |  |  |  |  | Beata Algotsdotter (Bydelsbak) |
|                      |  |  |  |  |  |  |  |                                |  |  |  |  |  |  |  |                               |  |  |  |  |  |  |  |                                |

### Fotnoter
1. Katarina kyrkogård Sten Sture d.y. hos Kulturgravar
2. ↑  Katarina kyrkogård Sten Sture d.y. hos Kulturgravar
3. 1 2  Carl Grimberg. ”526 (Svenska folkets underbara öden / I. Forntiden och medeltiden intill 1521)”. runeberg.org. https://runeberg.org/sfubon/1/0528.html. Läst 13 augusti 2023.
4. 1 2  Carl Grimberg. ”527 (Svenska folkets underbara öden / I. Forntiden och medeltiden intill 1521)”. runeberg.org. https://runeberg.org/sfubon/1/0529.html. Läst 13 augusti 2023.
5. 1 2  Carl Grimberg. ”528 (Svenska folkets underbara öden / I. Forntiden och medeltiden intill 1521)”. runeberg.org. https://runeberg.org/sfubon/1/0530.html. Läst 13 augusti 2023.